# ألين مارتن
ألين مارتن (بالإنجليزية: Eliot Martin)‏ (1 يناير 1959 في المملكة المتحدة - ) هو لاعب كرة قدم بريطاني في مركز الدفاع. لعب مع إبسفليت يونايتد ونادي غيلينغهام ونادي مارغيت ونادي تشيلمسفورد.

## وصلات خارجية
- ألين مارتن على موقع قاعدة بيانات كرة القدم.إي يو (الإنجليزية)